# Polystachya ridleyi
Espèce
Polystachya ridleyi est une espèce de plantes à fleurs de la famille des Orchidées et du genre Polystachya, endémique des îles de Sao Tomé à Sao Tomé-et-Principe et d'Annobón en Guinée équatoriale.